# Ixodes unicavatus
Ixodes unicavatus (лат.) — вид кровососущих клещей рода Ixodes из семейства Ixodidae. Европа. Длина удлинённо-овального скутума 0,35 — 0,42 мм. Гнатосома с шестиугольным основанием. Перитрема округлая или овальная. Встречается на прибрежных скалах атлантического побережья. Паразитируют на птицах (бакланы, горный конёк). Вид был впервые описан в 1908 году французским зоологом Луи Жоржем Неманном (Louis Georges Neumann, 1846—1930).

## Распространение
Европа: Великобритания, Швеция, Франция. Кроме того из Крыма был описан таксон-синоним Ixodes tauricus Vshivkov & Filippova, 1957.